# パリ国際航空条約
パリ国際航空条約（パリこくさいこうくうじょうやく）、または正式名称で航空規制に関する条約（こうくうきせいにかんするじょうやく、フランス語: Convention portant réglementation de la navigation aérienne）、または1919年のパリ条約（パリじょうやく、フランス語: Convention de Paris de 1919）は、1919年10月13日にフランスのパリで締結された条約。条約は国際航空における政治上の問題を解決する初めての試みであり、国際民間航空機関（ICAO）の前身である国際航空委員会（ICAN）の後援により成立した。条約は基礎となる原則と規定を定めることにより、国家によって異なる領空の観念と規制で生じる混乱を低減させようとした。

## 歴史
1913年、セントピーターズバーグ＝タンパ航空線が開通し、最初に旅客輸送をおこなった航空線となった。それ以前には空輸が郵便や貨物輸送に使われていた。1914年に第一次世界大戦が勃発すると、飛行機は国際間で運行し、貨物輸送だけでなく、軍事的にも使われた。この国際間飛行により、領空主権の問題が現れた。当時の議論は主に2つの考え方に収束した。すなわち、すべての国は領土の上空における主権を有するか、有さないかだった。
1919年のパリ協定では前提としてこの問題が議論され、すべての国は領土と領海の上空における主権を有することが決議された。
条約に署名した国はイギリス帝国、イタリア、ウルグアイ、エクアドル、キューバ、ギリシャ、グアテマラ、シャム、チェコスロバキア、中華民国、ニカラグア、大日本帝国、ハイチ、パナマ、ヒジャーズ王国、ブラジル、フランス、ペルー、ベルギー、ポーランド、ボリビア、ポルトガル、ホンジュラス、ユーゴスラビア、リベリア、ルーマニアだった。最終的に条約を批准した国は署名国のうち10国だけで、ほかには条約に署名しなかったペルシアも批准した。条約は1922年に発効した。
パリ国際航空条約は1944年のシカゴ条約（国際民間航空条約）により廃棄された。

## 原則
下記が協定の起草における原則となった。
1. それぞれの国は、自国の領土と領海の上空に対し、絶対的な主権を持つ。従って、それぞれの国には（外国の飛行機か、自国の飛行機かにかかわらず）領空への進入を拒否する権利と、領空での飛行を規制する権利を持つ。
2. それぞれの国は自国と外国の飛行機に対し、その領空における規制を平等に適用すべきである。国は主権と安全保障が尊重される限り、自国と他の締約国の飛行機に対し、できるだけ多くの通過の自由を与える規則作りをすべきである。
3. 全締約国の飛行機は各国の法律において、平等に扱われるべきである。
4. 飛行機は国に登録しなければならず、飛行機の国籍は登録国となる。

## 内容
条約は9章、合計43条で構成される。
- 総則（General Principles）
- 航空機の国籍（Nationality of aircraft）
- 耐空・性能証明書（Certificates of airworthiness and competency）
- 外国領土の上空飛行許可（Admission to air navigation above foreign territory）
- 出発、飛行中、着陸時に順守されるべき規則（Rules to be observed on departure when under way and on landing）
- 輸送禁止（Prohibited transport）
- 国有機（State aircraft）
- 国際航空委員会（International Commission for air navigation）
- 最終条項（Final Provisions）